# التوابية
التوابية قرية سوريّة تتبع إداريّاً لمحافظة حلب منطقة عين العرب ناحية صرين، بلغ تعداد سكانها 323 نسمة حسب التعداد السكاني لعام 2004.